# Sahana
Sahanaとは災害救援活動の管理を支援するためのシステムである。Sahanaは2004年のスマトラ島沖地震の際に開発され、スリランカ政府のCentre for National Operations（CNO）よって展開された。CNOはConsortium of Humanitarian Agencies（CHA）を含む。第2ラウンドの資金調達では、スウェーデン国際開発協力庁（SIDA: Swedish International Development Agency）が資金提供した。Sahanaプロジェクトは、パキスタン カシミール地方の地震（2005年）、フィリピン レイテ島の地すべり（2006年）、インドネシア ジャワ島の地震（2006年）などの災害で展開されるにつれて成長している。
現在のSahanaは次の3つのプロジェクトから成る。
- Eden: Python製
- Agasti: PHP製
- L10N: 地域化プロジェクト

## 機能
Sahanaプロジェクトは、独立した要素で構成された、Webベースの災害管理アプリケーション一式を提供することを目的とする。
- 行方不明者の登録簿: 行方不明者と発見された人々のオンライン掲示板。行方不明者と発見された人々、および彼らを探す人々に関する情報を捕捉する。
- 組織登録簿: 「誰が何処で何をしているか」の協調ツール。災害地域で活動する救援組織とその他の利害関係者を追跡できるようにする。それぞれの組織の活動地点、およびサービス提供地域に関する情報を捕捉する。
- 依頼/誓約管理システム: すべての救援組織、救助隊員、政府職員、および収容施設が支援を確約すべき救助依頼と供給を効果的に一致できるオンライン保管庫。援助供給を要求から実現まで追跡する。
- 避難所登録簿: 地域の避難所の位置と基本データの追跡を維持する。また、被災地の避難所位置を示すため避難所の景色を提供する。
- 在庫管理: 災害用の備蓄物資の位置、数量、有効期限を追跡する。
- 状況認識: 事象の概要を知らせ、現場で何が起こっているか情報を加えるべき人々を認可する。人々が現在の災害状況を協力して記録できるように、地図上に関連情報と一緒にメモや写真を書き込める機能である。
- ボランティア調整: NGOの人員配置を助けるため、すべてのボランティア、連絡情報、プロジェクト割り当て、空き状況および技術を追跡できる。

またSahanaは、現地で犠牲者に関するデータを記録するための要員や地区拠点を考慮し、他の現場事務所、本部または要員でデータ変換し、複数のSahana間で同期するためのツールを含む。

## 歴史
2004年12月26日にスリランカを襲った津波は、100万人近い被災者を救援するための大規模なあふれる支援を生んだ。それをきっかけに、Sahanaは情報管理と協調のために作成された。

### 過去の展開
- スマトラ島地震 - 2005年 スリランカ - スリランカ政府のためにCNOで公式展開された
- パキスタン地震 - 2005年 パキスタン - パキスタン政府のためにNADRAで公式展開された
- レイテ島地すべり災害 - 2006年 フィリピン - フィリピン政府のためにNDCCおよびODCで公式展開された
- Sarvodaya - 2006年 スリランカ - スリランカ最大のNGOのために展開された
- Terre des Hommes - 2006年 スリランカ - 新しい児童保護モジュールが展開された
- ジャワ島中部地震 - 2006年 インドネシア - ACS、UrRemote、Indonesian Whitewater Association、Indonesian Rescue Sourceによって展開された
- ペルー地震 - 2007年 ペルー - 展開およびスペイン語化された
- ミャンマー サイクロン災害 - 2008年 ミャンマー - 展開およびビルマ語化の作業進行中
- ハイチ地震 - 2010年ハイチ - 展開およびポルトープランスとハイチへの地域化作業進行中

## Humanitarian-FOSSコミュニティ
人道主義のコンサルタント Paul CurrionとSahanaプロジェクトのリーダー Chamindra de Silvaによって設立されたコミュニティの中でSahanaは開発されている。彼らの業績の多くはHumanitarian-FOSSのより一般的な理念に基づいている。FOSSの理念は人道的 ICTアプリケーションを構築するため、または人的被害を軽減するために構築されたアプリケーションのために適用されている。Humanitarian-FOSSコミュニティは、世界中からの危機管理の実務者、人道コンサルタント、危機管理の学者、そしてフリーおよびオープンソースの開発者を含む構成員による、メーリングリストや活発なwikiから成る。このグループの領域代表は、ISCRAM、UNDP、赤十字社、IBM、Saravodaya（スリランカ最大のNGO）、オーストラリアの消防隊などのメンバーを含む。
彼らはフリーソフトウェア財団（FSF）によって認められている。新しい 社会的便益のプロジェクトのためのFSF Awardに影響を与えた。

## 研究
Sahanaプロジェクトは独立した研究プロジェクトの成果である。メリーランド大学のLouiqa Raschid教授はSahanaのチームと災害管理研究を指導/誘導している。
Sahanaは多数の会議、学会、イベントで発表されており、既に国際会議で受理された一つの論文が有る。Sahanaと災害管理に関する論文は第二回International Conference on Information and Automation 2006に採択された。情報通信技術分野での災害管理のための先行研究が不足しているため、研究はSahanaの開発において重要な役割を果たしてきた。
またSahanaはGoogle Summer of Codeに参加しているプロジェクトである。

## 表彰および賞
- Free Software Foundation Award for Social Benefit - March 2007
- BBC TV Documentary the "Code Breakers"
- Sourceforge Project of the Month - June 2006
- Software 2006 Good Samaritian Award
- Red Hat User Awards
- Stockholm Challenge Finalist

## 関連情報
- Sahana Eden